# Кукуш и неговото минало
„Кукуш и неговото минало“ е книга на Туше Влахов, публикувана за пръв път в София, България през 1963 година. Второто допълнено издание на книгата е от 1969 година от издателство „Наука и изкуство“.
В книгата се описва българския характер на религиозно-културната и революционната борба в Македония, миналото на град Кукуш до унищожаването му от гръцката армия през Междусъюзническата война. Книгата е основният източник за българската история на Кукуш.